# ロアット
ロアット（伊: Roatto）は、イタリア共和国ピエモンテ州アスティ県にある、人口約400人の基礎自治体（コムーネ）。

## 地理

### 位置・広がり

#### 隣接コムーネ
隣接するコムーネは以下の通り。
- コルタッツォーネ
- マレット
- モンタフィーア
- サン・パオロ・ソルブリート
- ヴィッラフランカ・ダスティ

#### 地震分類
イタリアの地震リスク階級 (it) では、4 に分類される
。

## 行政

### 分離集落
ロアットには、以下の分離集落（フラツィオーネ）がある。
- Gobbi, Fornace, Pangeri, Simonetti, San Sebastiano, Montevalle, Bricco Rossi, Bricco Boè, Bricco Capello, Valle Reale, Briassa